# Mateo Tanlongo
Mateo Tanlongo (Funes, 12 agosto 2003) è un calciatore argentino, centrocampista dello Sporting Lisbona.

## Carriera

### Club
Cresciuto nel settore giovanile del Rosario Central, Tanlongo debutta in prima squadra il 9 gennaio 2021, in occasione dell'incontro di Copa Diego Armando Maradona perso 2-0 contro il Lanús.
Dopo aver scelto di non rinnovare il proprio contratto con il Rosario, il 5 gennaio 2023 Tanlongo viene ufficialmente ingaggiato a parametro zero dallo Sporting Lisbona, con cui firma un contratto valido fino al 30 giugno 2027, concludendo la stagione 2022-2023 con 9 presenze nella prima divisione portoghese con la maglia del club lusitano. Trascorre la stagione 2023-2024 in prestito nella prima divisione danese al Copenaghen e poi al Rio Ave (con cui disputa ulteriori 12 incontri nella prima divisione portoghese), per poi nell'estate del 2024 venire ceduto in prestito nella prima divisione cipriota al Pafos.

### Nazionale
Ha giocato nella nazionale argentina Under-16.
Nel maggio del 2023, Tanlongo viene incluso dal selezionatore Javier Mascherano nella rosa della nazionale Under-20 argentina partecipante ai Mondiali di categoria, organizzati in casa.

## Statistiche

### Presenze e reti nei club
Statistiche aggiornate al 16 marzo 2023.
| Stagione               | Squadra                | Campionato             | Campionato | Campionato | Coppe nazionali | Coppe nazionali | Coppe nazionali | Coppe continentali | Coppe continentali | Coppe continentali | Altre coppe | Altre coppe | Altre coppe | Totale | Totale |
| Stagione               | Squadra                | Comp                   | Pres       | Reti       | Comp            | Pres            | Reti            | Comp               | Pres               | Reti               | Comp        | Pres        | Reti        | Pres   | Reti   |
| ---------------------- | ---------------------- | ---------------------- | ---------- | ---------- | --------------- | --------------- | --------------- | ------------------ | ------------------ | ------------------ | ----------- | ----------- | ----------- | ------ | ------ |
| 2020                   | Rosario Central        |                        | -          | -          | CdL             | 1               | 0               |                    | -                  | -                  |             | -           | -           | 1      | 0      |
| 2021                   | Rosario Central        | PD                     | 4          | 0          | CA+CdL          | 0+2             | 0+0             | CL                 | 0                  | 0                  |             | -           | -           | 6      | 0      |
| 2022                   | Rosario Central        | PD                     | 20         | 0          | CA+CdL          | 1+7             | 0+0             |                    |                    |                    |             |             |             | 28     | 0      |
| Totale Rosario Central | Totale Rosario Central | Totale Rosario Central | 24         | 0          |                 | 11              | 0               |                    | 0                  | 0                  |             | -           | -           | 35     | 0      |
| 2022-2023              | Sporting Lisbona       | PL                     | 5          | 0          | CP+CdL          | 0+2             | 0+0             | UCL+UEL            | 0+3                | 0+0                |             |             |             | 10     | 0      |
| Totale carriera        | Totale carriera        | Totale carriera        | 29         | 0          |                 | 13              | 0               |                    | 3                  | 0                  |             | -           | -           | 45     | 0      |

## Palmarès

### Club

#### Competizioni nazionali
- Campionato cipriota: 1

Pafos: 2024-2025